# Leichtathletik-Weltmeisterschaften 2017/Teilnehmer (Cookinseln)
| Gelbes Symbol für Goldmedaillen mit stilisierten Olympischen Ringen | Graues Symbol für Silbermedaillen mit stilisierten Olympischen Ringen | Braundes Symbol für Bronzemedaillen mit stilisierten Olympischen Ringen |
| ------------------------------------------------------------------- | --------------------------------------------------------------------- | ----------------------------------------------------------------------- |
| —                                                                   | —                                                                     | —                                                                       |

Von den Cookinseln wurde eine Athletin für die Leichtathletik-Weltmeisterschaften 2017 in London nominiert.

## Ergebnisse

### Frauen

#### Laufdisziplinen
| Athletin      | Disziplin | Vorlauf    | Vorlauf | Halbfinale         | Halbfinale         | Finale             | Finale             |
| Athletin      | Disziplin | Zeit       | Platz   | Zeit               | Platz              | Zeit               | Platz              |
| ------------- | --------- | ---------- | ------- | ------------------ | ------------------ | ------------------ | ------------------ |
| Patricia Taea | 100 m     | 12,18 s NR | 40      | nicht qualifiziert | nicht qualifiziert | nicht qualifiziert | nicht qualifiziert |